# Polonia en el Festival de la Canción de Eurovisión Junior
Polonia fue uno de los países fundadores que debutó en el I Festival de Eurovisión Junior en 2003.
Polonia ha participado en dos ocasiones, 2003 y en 2004.
Por posición la canción con peor resultado de Polonia fue la de 2003, pero las dos han quedado en último lugar (esto se debe a que en 2004 hubo 18 participantes y Polonia quedó en empate junto a Letonia)
Hubo varios rumos sobre si Polonia retornaba en 2008, definitivamente no se cumplieron. Sin embargo, el 13 de julio de 2016 se publicó que Polonia volvería a participar en el festival infantil.
El 25 de noviembre de 2018, Polonia se coronó como país ganador de la edición de Junior Eurovision 2018, celebrado en Minsk, Bielorrusia,con la cantante Roksana Węgiel y su canción "Anyone I want to be" con 215 puntos. En el festival organizado en casa, la joven cantante Viki Gabor se coronó como ganadora, marcando así un hito que no se había visto desde la primera edición: Polonia se había convertido en el primer país en ganar un segundo JESC de manera consecutiva y el primer país en ganar en casa, además de que en 2020 se convierte en el primer país que organiza el festival en casa por segunda vez consecutiva y el quinto país en organizarlo dos veces en su historia, precedido de Países Bajos (2007 y 2012), Ucrania (2009 y 2013), Malta (2014 y 2016) y Bielorrusia (2010 y 2018).
Su puntuación media hasta 2024 es de 116,82 puntos.

## Participaciones
| 2003                           | Copenhague  | Katarzyna Żurawik | «Coś mnie nosi»        | 16 | 3   |
| 2004                           | Lillehammer | KWADro            | «Lap życie»            | 18 | 3   |
| No participó entre 2005 y 2015 |             |                   |                        |    |     |
| 2016                           | La Valeta   | Olivia Wieczorek  | «Nie zapomnij»         | 11 | 60  |
| 2017                           | Tiflis      | Alicja Rega       | «Mój dom»              | 8  | 138 |
| 2018                           | Minsk       | Roksana Węgiel    | «Anyone I Want To Be»  | 1  | 215 |
| 2019                           | Gliwice     | Viki Gabor        | «Superhero»            | 1  | 278 |
| 2020                           | Varsovia    | Ala Tracz         | «I'll Be Standing»     | 9  | 90  |
| 2021                           | París       | Sara James        | «Somebody»             | 2  | 218 |
| 2022                           | Ereván      | Laura             | «To The Moon»          | 10 | 95  |
| 2023                           | Niza        | Maja Krzyżewska   | «I Just Need A Friend» | 6  | 124 |
| 2024                           | Madrid      | Dominik Arim      | «All Together»         | 12 | 61  |
| 2025                           | Tiflis      | Mariana Klos      | -                      | -  | -   |

## Festivales organizados en Polonia
| Edición                                          | Ciudad sede | Localización      | Presentandores                                            |
| ------------------------------------------------ | ----------- | ----------------- | --------------------------------------------------------- |
| Festival de la Canción de Eurovisión Junior 2019 | Gliwice     | Gliwice Arena     | Roksana Węgiel, Ida Nowakowska y Aleksander Sikora        |
| Festival de la Canción de Eurovisión Junior 2020 | Varsovia    | Estudio 5F de TVP | Ida Nowakowska, Małgorzata Tomaszewska y Rafał Brzozowski |

## Resultados de las votaciones
Polonia ha dado más puntos a...
| N0º | País                | Pts |
| --- | ------------------- | --- |
| 1   | Ucrania             | 64  |
| 2   | Georgia             | 51  |
| 3   | España              | 41  |
| 4   | Armenia             | 40  |
| 5   | Bielorrusia         | 39  |
| 6   | Australia           | 37  |
| 7   | Francia             | 36  |
| 8   | Macedonia del Norte | 34  |
| 9   | Países Bajos        | 30  |
| 10  | Rusia               | 29  |

Polonia ha recibido más puntos de...
| N.º | País                | Pts |
| --- | ------------------- | --- |
| 1   | Irlanda             | 44  |
| 1   | Malta               | 44  |
| 1   | Ucrania             | 44  |
| 2   | Países Bajos        | 41  |
| 3   | Serbia              | 36  |
| 4   | Portugal            | 34  |
| 5   | Albania             | 33  |
| 6   | España              | 32  |
| 7   | Macedonia del Norte | 28  |
| 8   | Francia             | 27  |
| 9   | Bielorrusia         | 25  |
| 9   | Italia              | 25  |
| 10  | Georgia             | 24  |
| 10  | Kazajistán          | 24  |

## Portavoces
| Año  | Portavoz                     | 12 Puntos   |
| ---- | ---------------------------- | ----------- |
| 2024 |                              | Ucrania     |
| 2023 | Gabrysia Wojciechowicz       | Francia     |
| 2022 | Viki Gabor                   | Georgia     |
| 2021 | Matylda                      | Armenia     |
| 2020 | Marianna Jozéfina Piatkowska | Bielorrusia |
| 2019 | Marianna Jozéfina Piatkowska | Kazajistán  |
| 2018 | Grace                        | Ucrania     |
| 2017 | Dominika Ptak                | Georgia     |
| 2016 | Nicoletta Wlodarczyk         | Italia      |
| 2004 | Jadwiga                      | España      |
| 2003 | Desconocido                  | Bielorrusia |